# Lekcjonarz 8
Lekcjonarz 8 (według numeracji Gregory-Aland), oznaczany przy pomocy siglum ℓ 8 – rękopis Nowego Testamentu pisany minuskułą na pergaminie w języku greckim z XIV wieku. Służył do czytań liturgicznych.

## Opis rękopisu
Kodeks zawiera wybór lekcji z Ewangelii do czytań liturgicznych, na 309 pergaminowych kartach (34 cm na 28 cm). Lekcje pochodzą z Ewangelii Jana, Mateusza i Łukasza. Zawiera noty muzyczne (neumy).
Tekst rękopisu pisany jest dwoma kolumnami na stronę, 28 linijek w kolumnie.

## Historia
Paleograficznie datowany jest na wiek XIV. Rękopis badał Johann Jakob Wettstein, Scholz, Paulin Martin.
Obecnie przechowywany jest we Francuskiej Bibliotece Narodowej (Gr. 280) w Paryżu.
Nie jest cytowany w naukowych wydaniach greckiego Novum Testamentum Nestle-Alanda (UBS3). NA27 nie cytuje go.